# Tyska gradbeteckningar
Tyska gradbeteckningar visar militärens och polisens samt räddningstjänstens och skogsbrukets gradbeteckningar i Förbundsrepubliken Tyskland och den Tyska Demokratiska Republiken samt militära, polisiära och paramilitära gradbeteckningar i det Stortyska riket.

## Förbundsrepubliken Tyskland

### Bundeswehr

#### Manskap
| Heer, Luftwaffe    | NATO | Gradbeteckning                                                | Gradbeteckning                            | Gradbeteckning                                                        | Gradbeteckning                                                        | Marine             |                                                                       |                                                                      |         |
| ------------------ | ---- | ------------------------------------------------------------- | ----------------------------------------- | --------------------------------------------------------------------- | --------------------------------------------------------------------- | ------------------ | --------------------------------------------------------------------- | -------------------------------------------------------------------- | ------- |
| Heer, Luftwaffe    | NATO | - Heer: Soldat - Luftwaffe: Flieger                           | OR-1                                      | Jacke Dienstanzug Heeresuniformträger Panzertruppe                    | Jacke Dienstanzug Luftwaffenuniformträger                             | Marine             | Schulterklappe Dienstanzug Marineuniformträger 10er Verwendungsreihen | Ärmelabzeichen Dienstanzug Marineuniformträger 81er Verwendungsreihe | Matrose |
| Gefreiter          | OR-2 | Jacke Dienstanzug Heeresuniformträger Jägertruppe             | Jacke Dienstanzug Luftwaffenuniformträger | Schulterklappe Dienstanzug Marineuniformträger 20er Verwendungsreihen | Ärmelabzeichen Dienstanzug Marineuniformträger 50er Verwendungsreihen | Gefreiter          |                                                                       |                                                                      |         |
| Obergefreiter      | OR-3 | Jacke Dienstanzug Heeresuniformträger Heeresaufklärungstruppe | Jacke Dienstanzug Luftwaffenuniformträger | Schulterklappe Dienstanzug Marineuniformträger 30er Verwendungsreihen | Ärmelabzeichen Dienstanzug Marineuniformträger 40er Verwendungsreihen | Obergefreiter      |                                                                       |                                                                      |         |
| Hauptgefreiter     | OR-3 | Jacke Dienstanzug Heeresuniformträger Artillerietruppe        | Jacke Dienstanzug Luftwaffenuniformträger | Schulterklappe Dienstanzug Marineuniformträger 50er Verwendungsreihen | Ärmelabzeichen Dienstanzug Marineuniformträger 30er Verwendungsreihen | Hauptgefreiter     |                                                                       |                                                                      |         |
| Stabsgefreiter     | OR-4 | Jacke Dienstanzug Heeresuniformträger Heeresflugabwehrtruppe  | Jacke Dienstanzug Luftwaffenuniformträger | Schulterklappe Dienstanzug Marineuniformträger 60er Verwendungsreihen | Ärmelabzeichen Dienstanzug Marineuniformträger 20er Verwendungsreihen | Stabsgefreiter     |                                                                       |                                                                      |         |
| Oberstabsgefreiter | OR-4 | Jacke Dienstanzug Heeresuniformträger Fernmeldetruppe         | Jacke Dienstanzug Luftwaffenuniformträger | Schulterklappe Dienstanzug Marineuniformträger 30er Verwendungsreihen | Ärmelabzeichen Dienstanzug Marineuniformträger 10er Verwendungsreihen | Oberstabsgefreiter |                                                                       |                                                                      |         |

#### Underofficerare
| Heer, Luftwaffe    | NATO                                               | Gradbeteckning                                                | Gradbeteckning                            | Gradbeteckning                                                        | Gradbeteckning                                                        | Marine             |                                                                       |                                                                       |      |
| ------------------ | -------------------------------------------------- | ------------------------------------------------------------- | ----------------------------------------- | --------------------------------------------------------------------- | --------------------------------------------------------------------- | ------------------ | --------------------------------------------------------------------- | --------------------------------------------------------------------- | ---- |
| Heer, Luftwaffe    | NATO                                               | Unteroffizier                                                 | OR-5                                      | Jacke Dienstanzug Heeresuniformträger Panzergrenadiertruppe           | Jacke Dienstanzug Luftwaffenuniformträger                             | Marine             | Schulterklappe Dienstanzug Marineuniformträger 10er Verwendungsreihen | Ärmelabzeichen Dienstanzug Marineuniformträger 10er Verwendungsreihen | Maat |
| Stabsunteroffizier | Jacke Dienstanzug Heeresuniformträger Panzertruppe | Jacke Dienstanzug Luftwaffenuniformträger                     | OR-5                                      | Schulterklappe Dienstanzug Marineuniformträger 30er Verwendungsreihen | Ärmelabzeichen Dienstanzug Marineuniformträger 20er Verwendungsreihen | Obermaat           |                                                                       |                                                                       |      |
| Feldwebel          | OR-6                                               | Jacke Dienstanzug Heeresuniformträger Artillerietruppe        | Jacke Dienstanzug Luftwaffenuniformträger | Schulterklappe Dienstanzug Marineuniformträger 30er Verwendungsreihen | Ärmelabzeichen Dienstanzug Marineuniformträger 60er Verwendungsreihen | Bootsmann          |                                                                       |                                                                       |      |
| Oberfeldwebel      | OR-6                                               | Jacke Dienstanzug Heeresuniformträger Heeresflugabwehrtruppe  | Jacke Dienstanzug Luftwaffenuniformträger | Schulterklappe Dienstanzug Marineuniformträger 60er Verwendungsreihen | Ärmelabzeichen Dienstanzug Marineuniformträger 70er Verwendungsreihen | Oberbootsmann      |                                                                       |                                                                       |      |
| Hauptfeldwebel     | OR-7                                               | Jacke Dienstanzug Heeresuniformträger ABC-Abwehrtruppe        | Jacke Dienstanzug Luftwaffenuniformträger | Schulterklappe Dienstanzug Marineuniformträger 70er Verwendungsreihen | Ärmelabzeichen Dienstanzug Marineuniformträger 50er Verwendungsreihen | Hauptbootsmann     |                                                                       |                                                                       |      |
| Stabsfeldwebel     | OR-8                                               | Jacke Dienstanzug Heeresuniformträger Fernmeldetruppe         | Jacke Dienstanzug Luftwaffenuniformträger | Schulterklappe Dienstanzug Marineuniformträger 10er Verwendungsreihen | Ärmelabzeichen Dienstanzug Marineuniformträger 40er Verwendungsreihen | Stabsbootsmann     |                                                                       |                                                                       |      |
| Oberstabsfeldwebel | OR-9                                               | Jacke Dienstanzug Heeresuniformträger Heeresaufklärungstruppe | Jacke Dienstanzug Luftwaffenuniformträger | Schulterklappe Dienstanzug Marineuniformträger 20er Verwendungsreihen | Ärmelabzeichen Dienstanzug Marineuniformträger 30er Verwendungsreihen | Oberstabsbootsmann |                                                                       |                                                                       |      |

#### Officersaspiranter
| Heer, Luftwaffe | NATO | Gradbeteckning                                            | Gradbeteckning                            | Gradbeteckning                                                                               | Gradbeteckning                                                                               | Marine               |                                                                       |                                                                       |           |
| --------------- | ---- | --------------------------------------------------------- | ----------------------------------------- | -------------------------------------------------------------------------------------------- | -------------------------------------------------------------------------------------------- | -------------------- | --------------------------------------------------------------------- | --------------------------------------------------------------------- | --------- |
| Heer, Luftwaffe | NATO | Fahnenjunker                                              | OR-5                                      | Jacke Dienstanzug Heeresuniformträger Panzertruppe                                           | Jacke Dienstanzug Luftwaffenuniformträger                                                    | Marine               | Schulterklappe Dienstanzug Marineuniformträger 30er Verwendungsreihen | Ärmelabzeichen Dienstanzug Marineuniformträger 20er Verwendungsreihen | Seekadett |
| Fähnrich        | OR-6 | Jacke Dienstanzug Heeresuniformträger Pioniertruppe       | Jacke Dienstanzug Luftwaffenuniformträger | Schulterklappe Dienstanzug Marineuniformträger 30er Verwendungsreihen                        | Ärmelabzeichen Dienstanzug Marineuniformträger 60er Verwendungsreihen                        | Fähnrich zur See     |                                                                       |                                                                       |           |
| Oberfähnrich    | OR-7 | Jacke Dienstanzug Heeresuniformträger Heeresfliegertruppe | Jacke Dienstanzug Luftwaffenuniformträger | Schulterklappe Dienstanzug Marineuniformträger (Truppendienst oder militärfachlicher Dienst) | Ärmelabzeichen Dienstanzug Marineuniformträger (Truppendienst oder militärfachlicher Dienst) | Oberfähnrich zur See |                                                                       |                                                                       |           |

#### Officerare
| Heer, Luftwaffe | NATO                                               | Gradbeteckning                                                | Gradbeteckning                                    | Gradbeteckning                                                                               | Gradbeteckning                                                                               | Marine               |                                                                                              |                                                                                              |                  |
| --------------- | -------------------------------------------------- | ------------------------------------------------------------- | ------------------------------------------------- | -------------------------------------------------------------------------------------------- | -------------------------------------------------------------------------------------------- | -------------------- | -------------------------------------------------------------------------------------------- | -------------------------------------------------------------------------------------------- | ---------------- |
| Heer, Luftwaffe | NATO                                               | Leutnant                                                      | OF-1                                              | Jacke Dienstanzug Heeresuniformträger Fallschirmjägertruppe                                  | Jacke Dienstanzug Luftwaffenuniformträger                                                    | Marine               | Schulterklappe Dienstanzug Marineuniformträger (Truppendienst oder militärfachlicher Dienst) | Ärmelabzeichen Dienstanzug Marineuniformträger (Truppendienst oder militärfachlicher Dienst) | Leutnant zur See |
| Oberleutnant    | Jacke Dienstanzug Heeresuniformträger Panzertruppe | Jacke Dienstanzug Luftwaffenuniformträger                     | OF-1                                              | Schulterklappe Dienstanzug Marineuniformträger (Truppendienst oder militärfachlicher Dienst) | Ärmelabzeichen Dienstanzug Marineuniformträger (Truppendienst oder militärfachlicher Dienst) | Oberleutnant zur See |                                                                                              |                                                                                              |                  |
| Hauptmann       | OF-2                                               | Jacke Dienstanzug Heeresuniformträger Heeresaufklärungstruppe | Jacke Dienstanzug Luftwaffenuniformträger         | Schulterklappe Dienstanzug Marineuniformträger (Truppendienst oder militärfachlicher Dienst) | Ärmelabzeichen Dienstanzug Marineuniformträger (Truppendienst oder militärfachlicher Dienst) | Kapitänleutnant      |                                                                                              |                                                                                              |                  |
| Stabshauptmann  | OF-2                                               | Jacke Dienstanzug Heeresuniformträger Artillerietruppe        | Jacke Dienstanzug Luftwaffenuniformträger         | Schulterklappe Dienstanzug Marineuniformträger (militärfachlicher Dienst)                    | Ärmelabzeichen Dienstanzug Marineuniformträger (militärfachlicher Dienst)                    | Stabskapitänleutnant |                                                                                              |                                                                                              |                  |
| Major           | OF-3                                               | Jacke Dienstanzug Heeresuniformträger Fedljägertruppe         | Jacke Dienstanzug Luftwaffenuniformträger         | Schulterklappe Dienstanzug Marineuniformträger (Truppendienst)                               | Ärmelabzeichen Dienstanzug Marineuniformträger (Truppendienst)                               | Korvettenkapitän     |                                                                                              |                                                                                              |                  |
| Oberstleutnant  | OF-4                                               | Jacke Dienstanzug Heeresuniformträger Heeresflugabwehrtruppe  | Jacke Dienstanzug Luftwaffenuniformträger         | Schulterklappe Dienstanzug Marineuniformträger (Truppendienst)                               | Ärmelabzeichen Dienstanzug Marineuniformträger (Truppendienst)                               | Fregattenkapitän     |                                                                                              |                                                                                              |                  |
| Oberst          | OF-5                                               | Jacke Dienstanzug Heeresuniformträger ABC-Abwehrtruppe        | Jacke Dienstanzug Luftwaffenuniformträger         | Schulterklappe Dienstanzug Marineuniformträger (Truppendienst)                               | Ärmelabzeichen Dienstanzug Marineuniformträger (Truppendienst)                               | Kapitän zur See      |                                                                                              |                                                                                              |                  |
| Brigadegeneral  | OF-6                                               | Jacke Dienstanzug Heeresuniformträger General                 | Jacke Dienstanzug Luftwaffenuniformträger General | Schulterklappe Dienstanzug Marineuniformträger (Truppendienst)                               | Ärmelabzeichen Dienstanzug Marineuniformträger (Truppendienst)                               | Flottillenadmiral    |                                                                                              |                                                                                              |                  |
| Generalmajor    | OF-7                                               | Jacke Dienstanzug Heeresuniformträger General                 | Jacke Dienstanzug Luftwaffenuniformträger General | Schulterklappe Dienstanzug Marineuniformträger (Truppendienst)                               | Ärmelabzeichen Dienstanzug Marineuniformträger (Truppendienst)                               | Konteradmiral        |                                                                                              |                                                                                              |                  |
| Generalleutnant | OF-8                                               | Jacke Dienstanzug Heeresuniformträger General                 | Jacke Dienstanzug Luftwaffenuniformträger General | Schulterklappe Dienstanzug Marineuniformträger (Truppendienst)                               | Ärmelabzeichen Dienstanzug Marineuniformträger (Truppendienst)                               | Vizeadmiral          |                                                                                              |                                                                                              |                  |
| General         | OF-9                                               | Jacke Dienstanzug Heeresuniformträger General                 | Jacke Dienstanzug Luftwaffenuniformträger General | Schulterklappe Dienstanzug Marineuniformträger (Truppendienst)                               | Ärmelabzeichen Dienstanzug Marineuniformträger (Truppendienst)                               | Admiral              |                                                                                              |                                                                                              |                  |

### Polisen

#### Bundespolizei
| Tjänstegrad                                                          | Likställd grad i Bundeswehr | Gradbeteckning Bundespolizei | Gradbeteckning Bundespolizei See |
| -------------------------------------------------------------------- | --------------------------- | ---------------------------- | -------------------------------- |
| Polizeimeister (PM)                                                  | Feldwebel Oberfeldwebel     |                              |                                  |
| Polizeiobermeister (POM)                                             | Hauptfeldwebel              |                              |                                  |
| Polizeihauptmeister (PHM)                                            | Stabsfeldwebel              |                              |                                  |
| Polizeihauptmeister (PHMmZ)                                          | Oberstabsfeldwebel          |                              |                                  |
| Polizeikommissar (PK)                                                | Leutnant                    |                              |                                  |
| Polizeioberkommissar (POK)                                           | Oberleutnant                |                              |                                  |
| Polizeihauptkommissar A 11 (PHK)                                     | ´Hauptmann                  |                              |                                  |
| Polizeihauptkommissar A 12 (PHK)                                     | Hauptmann                   |                              |                                  |
| Erster Polizeihauptkommissar (EPHK)                                  | Stabshauptmann              |                              |                                  |
| Polizeirat (PR)                                                      | Major                       |                              |                                  |
| Polizeioberrat (POR)                                                 | Oberstleutnant              |                              |                                  |
| Polizeidirektor (PD)                                                 | Oberstleutnant              |                              |                                  |
| Leitender Polizeidirektor (LtdPD)                                    | Oberst                      |                              |                                  |
| Präsident einer Bundespolizeidirektion Direktor in der Bundespolizei | Oberst                      |                              |                                  |
| Vizepräsident beim Bundespolizeipräsidium                            | Brigadegeneral              |                              |                                  |
| Präsident des Bundespolizeipräsidiums                                | Generalleutnant             |                              |                                  |

#### Polisläkare
| Tjänstebenämning                                                  | Likställd grad i Bundeswehr | Gradbeteckning (äldre uniform) |
| ----------------------------------------------------------------- | --------------------------- | ------------------------------ |
| Medizinalrat Regierungsmedizinalrat                               | Major                       |                                |
| Medizinaloberrat Regierungsmedizinaloberrat                       | Oberstleutnant              |                                |
| Medizinaldirektor Regierungsmedizinaldirektor                     | Oberstleutnant              |                                |
| Leitender Medizinaldirektor Leitender Regierungsmedizinaldirektor | Oberst                      |                                |

### Yrkesbrandförsvar

#### Brandenburg
| Tjänstegrad                  | Gradbeteckning               | Likställd grad i Bundeswehr |
| ---------------------------- | ---------------------------- | --------------------------- |
| Brandmeister                 | Brandmeister                 | Feldwebel Oberfeldwebel     |
| Oberbrandmeister             | Oberbrandmeister             | Hauptfeldwebel              |
| Hauptbrandmeister            | Hauptbrandmeister            | Stabsfeldwebel              |
| Hauptbrandmeister mit Zulage | Hauptbrandmeister mit Zulage | Oberstabsfeldwebel          |
| Brandinspektor               | Brandoberinspektoranwärter   | Leutnant                    |
| Brandoberinspektor           | Brandoberinspektor           | Oberleutnant                |
| Brandamtmann                 | Brandamtmann                 | Hauptmann                   |
| Brandamtsrat                 | Brandamtsrat                 | Hauptmann                   |
| Brandoberamtsrat             |                              | Stabshauptmann              |
| Brandrat                     | Brandrat                     | Major                       |
| Oberbrandrat                 | Oberbrandrat                 | Oberstleutnant              |
| Branddirektor                | Branddirektor                | Oberstleutnant              |
| Leitender Branddirektor      |                              | Oberst                      |

#### Hessen
| Tjänstegrad                                                                        | Gradbeteckning                          | Likställd grad i Bundeswehr |
| ---------------------------------------------------------------------------------- | --------------------------------------- | --------------------------- |
| Brandmeisterin / Brandmeister                                                      | Brandmeisterin / Brandmeister           | Feldwebel Oberfeldwebel     |
| Oberbrandmeisterin / Oberbrandmeister                                              | Oberbrandmeisterin / Oberbrandmeister   | Hauptfeldwebel              |
| Hauptbrandmeisterin / Hauptbrandmeister                                            | Hauptbrandmeisterin / Hauptbrandmeister | Stabsfeldwebel              |
| Brandinspektor-Anwärterin / Brandinspektor-Anwärter                                | BIA‘in / BIA                            | Oberfähnrich                |
| Brandinspektorin / Brandinspektor                                                  | BI‘in / BI                              | Leutnant                    |
| Brandoberinspektorin / Brandoberinspektor                                          | BOI‘in / BOI                            | Oberleutnant                |
| Brandamtfrau / Brandamtmann                                                        | BA‘frau / BA                            | Hauptmann                   |
| Brandamtsrätin / Brandamtsrat                                                      | BAR‘in / BAR                            | Hauptmann                   |
| Brandoberamtsrätin / Brandoberamtsrat                                              | BOAR‘in / BOAR                          | Stabshauptmann              |
| Brandreferendarin / Brandreferendar                                                | BRef‘in / BRef                          | --                          |
| Brandrätin / Brandrat                                                              | BR‘in / BR                              | Major                       |
| Brandoberrätin / Brandoberrat                                                      | BOR‘in / BOR                            | Oberstleutnant              |
| Branddirektorin / Branddirektor                                                    | BD‘in / BD                              | Oberstleutnant              |
| Leitende Branddirektorin / Leitender Branddirektor Ministerialrat/Ministerialrätin | Ltd. BD‘in / Ltd. BD                    | Oberst                      |
| Direktor/in der Branddirektion Direktor/in der Landesfeuerwehrschule               | BD‘in / BD                              | Oberst                      |
| Landesbranddirektorin / Landesbranddirektor Ministerialrätin / Ministerialrat      | LBD’in / LBD                            | Oberst                      |

#### Rheinland-Pfalz
| Brandmeister/-in während der Laufbahnausbildung | Brandmeister/-in        | Oberbrandmeister/-in | Hauptbrandmeister/-in |
| Brandmeister während der Laufbahnausbildung     | Brandmeister            | Oberbrandmeister     | Hauptbrandmeister     |
| Feldwebelanwärter                               | Feldwebel Oberfeldwebel | Hauptfeldwebel       | Stabsfeldwebel        |

| Brandinspektorenanwärter/-in | Brandinspektor/-in | Brandoberinspektor/-in | Brandamtmann/-frau | Brandamtsrat/-rätin | Brandoberamtsrat/-rätin |
| Brandinspektorenanwärter     | Brandinspektor     | Brandoberinspektor     | Brandamtmann       | Brandamtsrat        | Brandoberamtsrat        |
| Oberfähnrich                 | Leutnant           | Oberleutnant           | Hauptmann          | Hauptmann           | Stabshauptmann          |

| Brandreferendar/-in | Brandrat/-rätin | Oberbrandrat/-rätin | Branddirektor/-in | Leitende/-r Branddirektor/-in und Ministerialrat/-rätin | Leitende/-r Ministerialrat/-rätin | Landesfeuerwehrinspekteur/-in |
| Brandreferendar     | Brandrat        | Oberbrandrat        | Branddirektor     | Leitender Branddirektor/ Ministerialrat                 | Leitender Ministerialrat          | Landesfeuerwehrinspekteur     |
| --                  | Major           | Oberstleutnant      | Oberstleutnant    | Oberst                                                  | Oberst                            | Oberst                        |

#### Sachsen-Anhalt

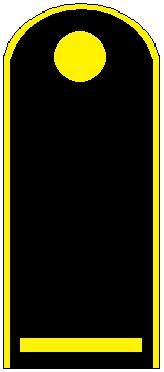
Brandreferendar --
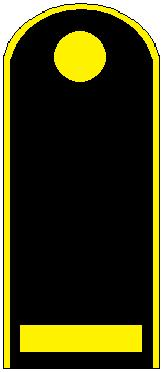
Brandrat Major
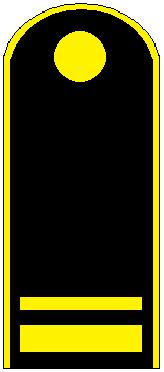
Brandoberrat Oberstleutnant
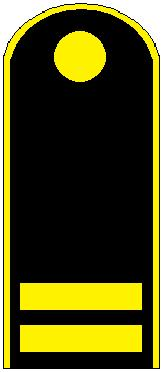
Branddirektor Oberstleutnant
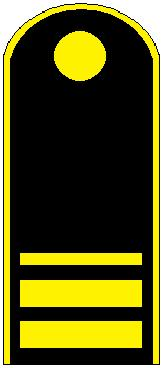
Leitender Branddirektor Oberst
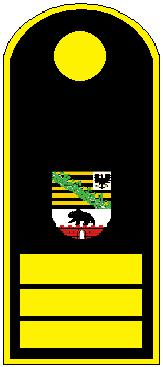
Landesbranddirektor Oberst

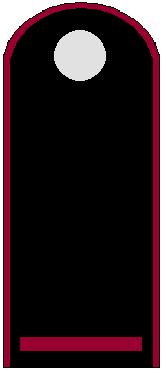
Brandmeister-Anwärter Feldwebel-Anwärter
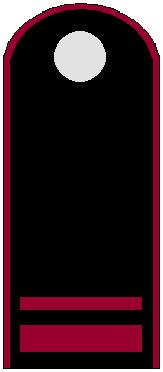
Brandmeister Feldwebel Oberfeldwebel
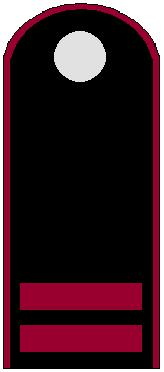
Oberbrandmeister Hauptfeldwebel
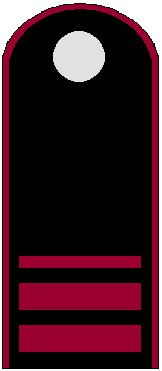
Hauptbrandmeister Stabsfeldwebel
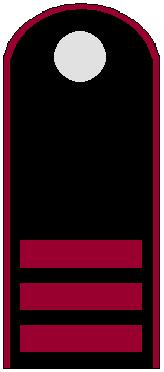
Hauptbrandmeister mit Zulage Oberstabsfeldwebel

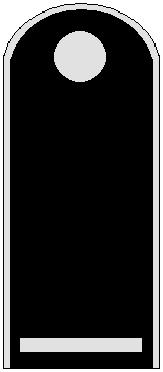
Brandinspektor-Anwärter Oberfähnrich
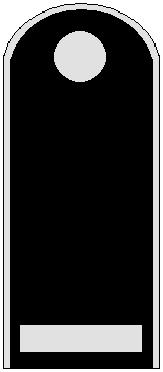
Brandinspektor Leutnant
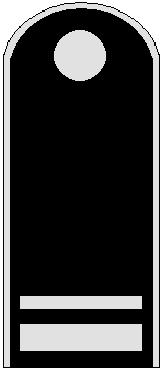
Brandoberinspektor Oberleutnant
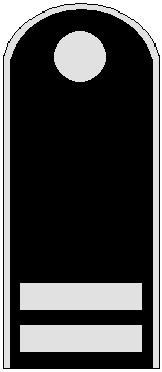
Brandamtmann Hauptmann
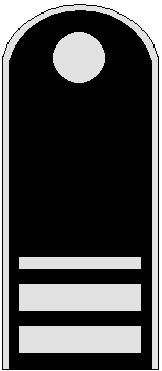
Brandamtsrat Hauptmann
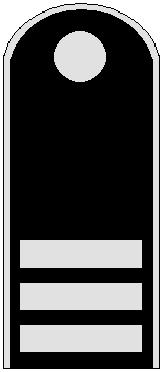
Brandoberamtsrat Stabshauptmann

- Brandreferendar
--
- Brandrat
Major
- Brandoberrat
Oberstleutnant
- Branddirektor
Oberstleutnant
- Leitender Branddirektor
Oberst
- Landesbranddirektor 
Oberst

### Technisches Hilfswerk
| Präsident Brigadegeneral | Vizepräsident | Abteilungsleiter | Referatsleiter Oberstleutnant | Referent Major |
| ------------------------ | ------------- | ---------------- | ----------------------------- | -------------- |
|                          |               |                  |                               |                |

| Geschäftsführer Hauptmann | Sachbearbeiter Hauptmann - Leutnant | Bürosachbearbeiter Stabsfeldwebel - Unteroffizier | Auszubildender Absolvent Bundesfreiwilligendienst Absolvent Freiwilliges Soziales Jahr Praktikant Oberstabsgefreiter - Grenadier |
| ------------------------- | ----------------------------------- | ------------------------------------------------- | --- |
|                           |                                     |                                                   | |

|  |  |  |  |  |  |

|  |  |  |  |

|  |  |  |  |  |

### Bundesforstverwaltung

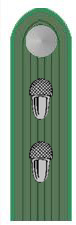
Forstsekretär Feldwebel/Oberfeldwebel
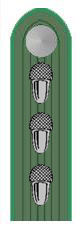
Forstobersekretär Hauptfeldwebel
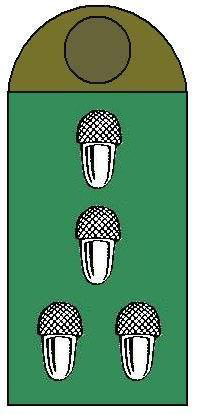
Forsthauptsekretär Stabsfeldwebel
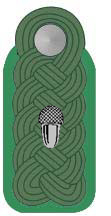
Forstinspektor Leutnant
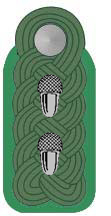
Forstoberinspektor Oberleutnant
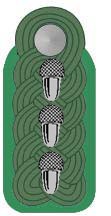
Forstamtmann Hauptmann
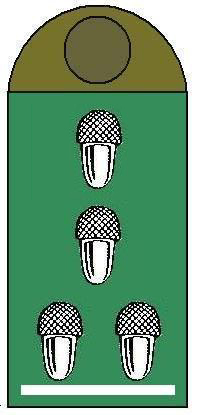
Forstamtsrat Hauptmann
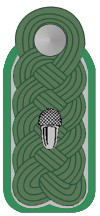
Forstrat Major
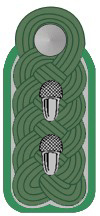
Forstoberrat Oberstleutnant
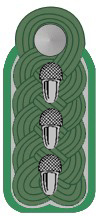
Forstdirektor Oberstleutnant
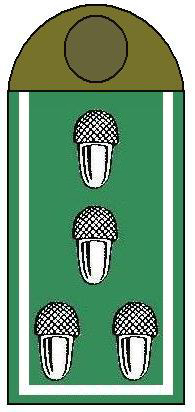
Leitender Forstdirektor Oberst
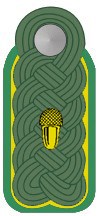
Abteilungsleiter in der Zentrale Bundesforst
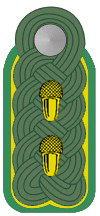
Leiter der Sparte Bundesforst in der Bundesanstalt für Immobilienaufgaben

### Kampfgruppen der Arbeiterklasse

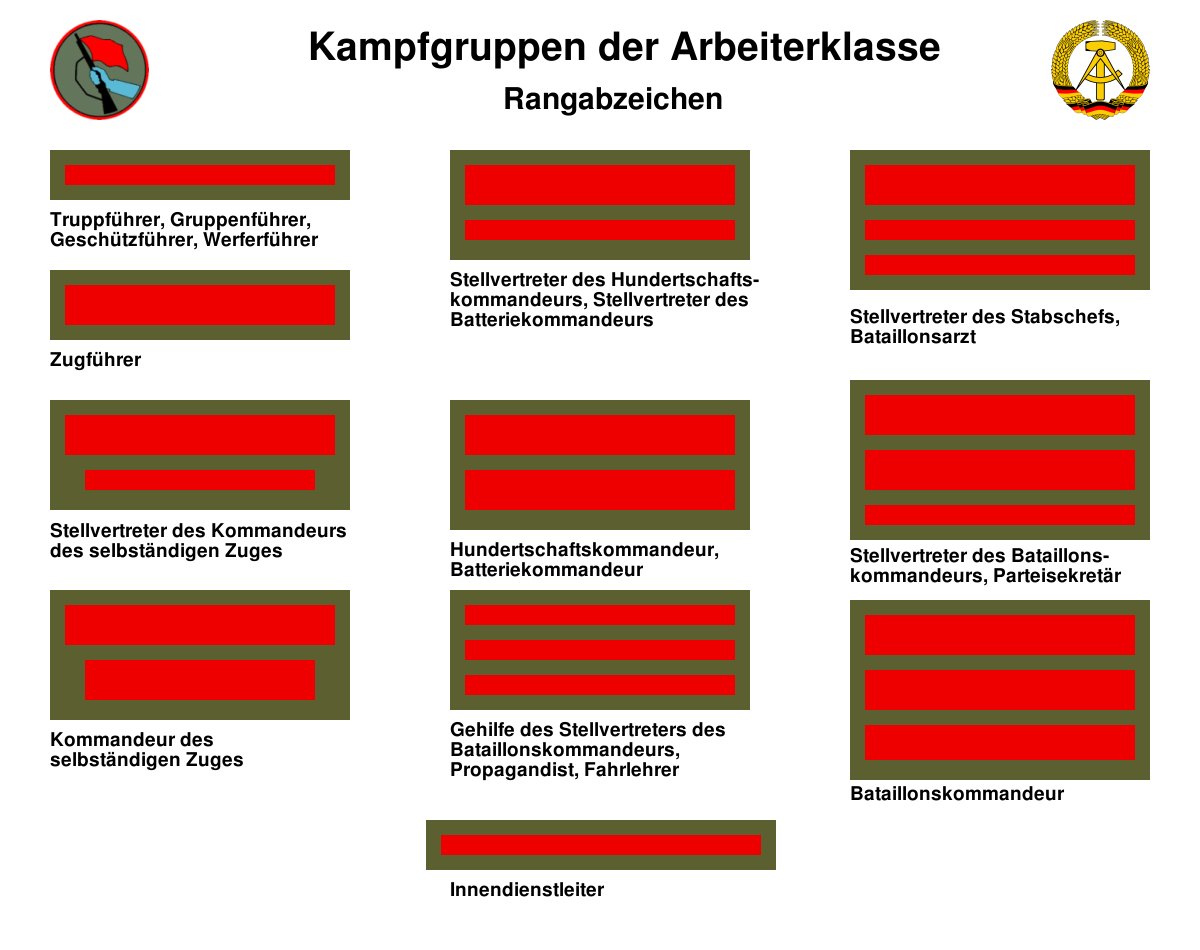

## Tyska Demokratiska Republiken

### Nationale Volksarmee
| Marschall der DDR   | Armeegeneral        | Generaloberst       | Generalleutnant     | Generalleutnant     | Generalmajor   |
| Arméstridskrafterna | Arméstridskrafterna | Arméstridskrafterna | Flygstridskrafterna | Flygstridskrafterna | Gränstrupperna |
| OF-10               | OF-9                | OF-8                | OF-7                | OF-7                | OF-6           |
| ------------------- | ------------------- | ------------------- | ------------------- | ------------------- | -------------- |
|                     |                     |                     |                     |                     |                |

| Oberst    | Oberstleutnant | Major     | Hauptmann | Oberleutnant | Leutnant            | Unterleutnant      |
| Artilleri | Motorskytte    | Underhåll | Artilleri | Samband      | Flygstridskrafterna | Ingenjörstrupperna |
| OF-5      | OF-4           | OF-3      | OF-2      | OF-1         | OF-1                | OF-1               |
| --------- | -------------- | --------- | --------- | ------------ | ------------------- | ------------------ |
|           |                |           |           |              |                     |                    |

| Stabsoberfähnrich | Stabsfähnrich    | Oberfähnrich      | Fähnrich     |
| Pansar            | Ingenjörstrupper | Luftburna trupper | Gränstrupper |
| W-4               | W-3              | W-2               | W-1          |
| ----------------- | ---------------- | ----------------- | ------------ |
|                   |                  |                   |              |

| Stabsfeldwebel | Oberfeldwebel | Feldwebel        | Unterfeldwebel | Unteroffizier |
| Artilleri      | Samband       | Ingenjörstrupper | Luftförsvar    | Gränstrupper  |
| OR-8           | OR-7          | OR-6             | OR-5           | OR-4          |
| -------------- | ------------- | ---------------- | -------------- | ------------- |
|                |               |                  |                |               |

| Stabsgefreiter    | Gefreiter   | Soldat    |
| Flygstridskrafter | Motorskytte | Artilleri |
| OR-3              | OR-2        | OR-1      |
| ----------------- | ----------- | --------- |
|                   |             |           |

### Staatsforsten

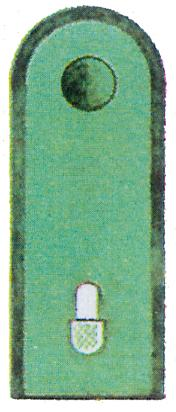
Forstarbeiter
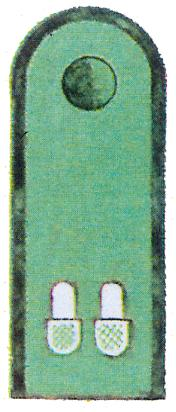
Forstfacharbeiter
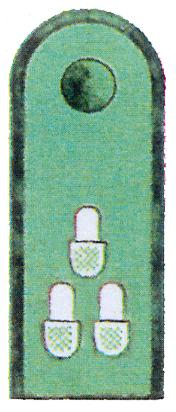
Brigadeleiter

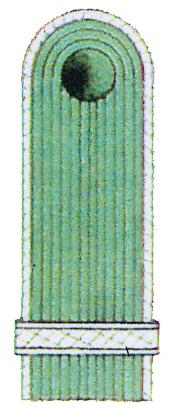
Studierende Fachschule
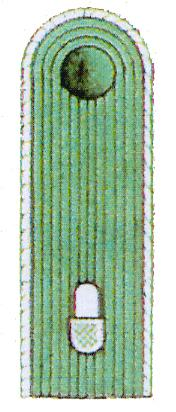
Förster
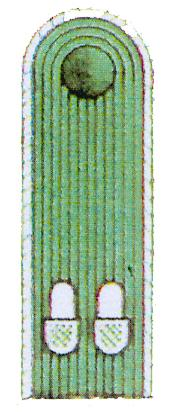
Revierförster
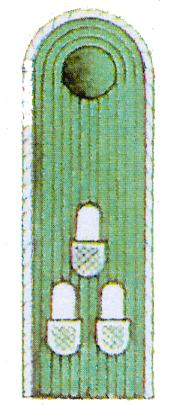
Oberförster
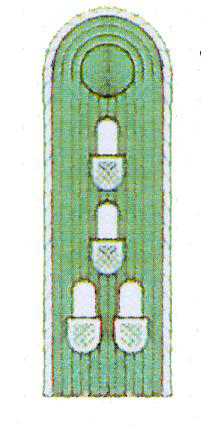
Hauptförster

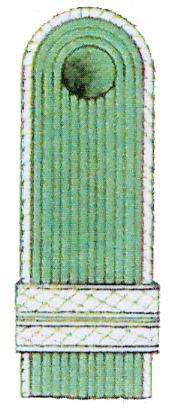
Studierende Sektion Forstwirtschaft
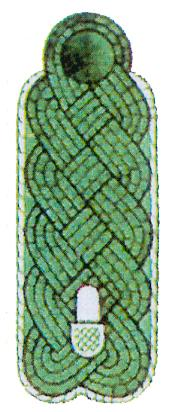
Forstmeister
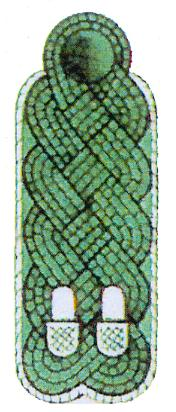
Oberforstmeister
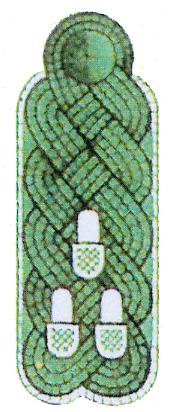
Landforstmeister
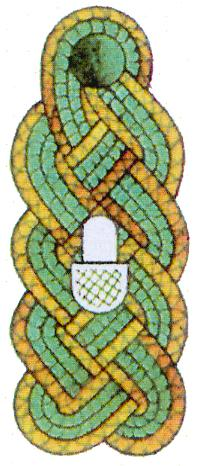
Oberland- forstmeister
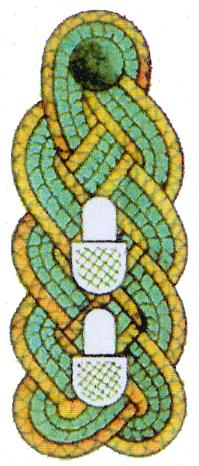
Oberstland- forstmeister
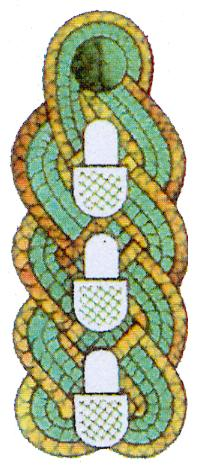
General- forstmeister

### Wehrmacht

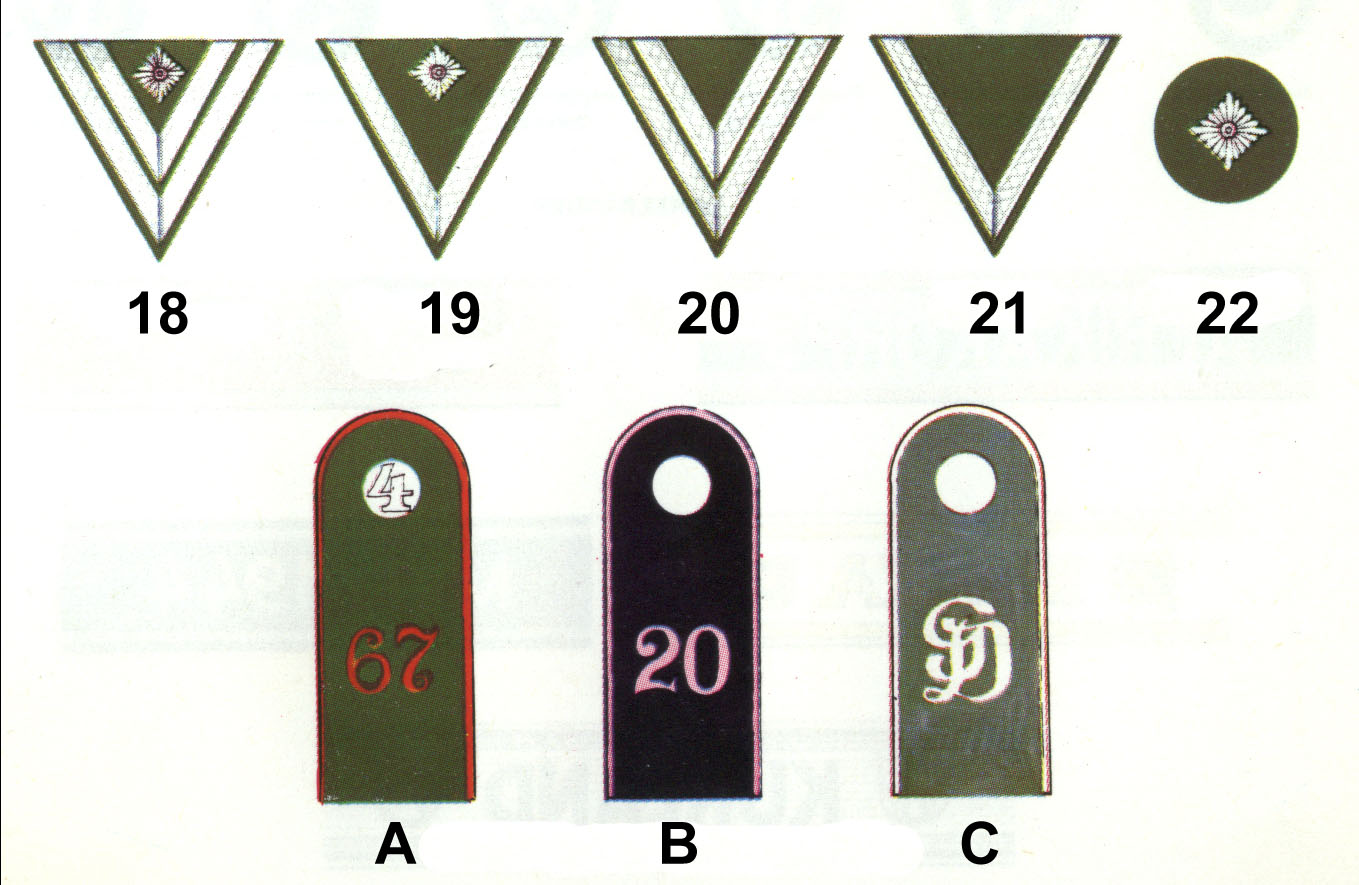
MANSKAP: Stabsgefreiter (18), Obergefreiter (mer än sex års tjänst) (19), Obergefreiter (20), Gefreiter (21), Oberschütze (22). A = Artilleri;¨B = Pansar; C = Panzergrenadier-Division Grossdeutschland.

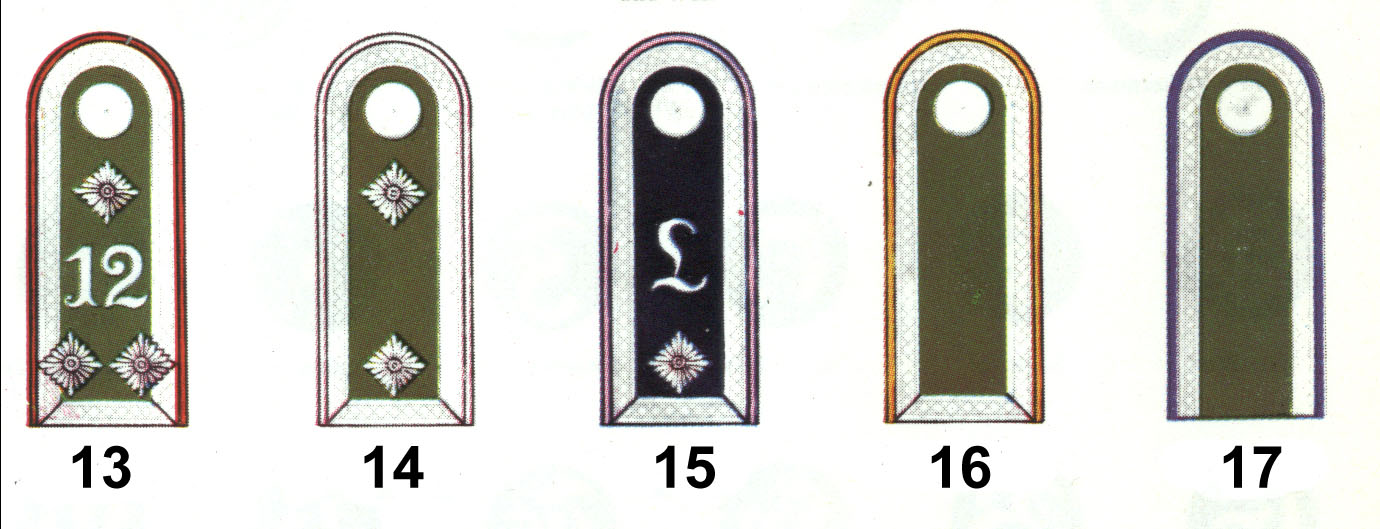
UNDEROFFICERARE: Stabsfeldwebel (13), Oberfeldwebel (14), Feldwebel (15), Unterfeldwebel (16), Unteroffizier (17)

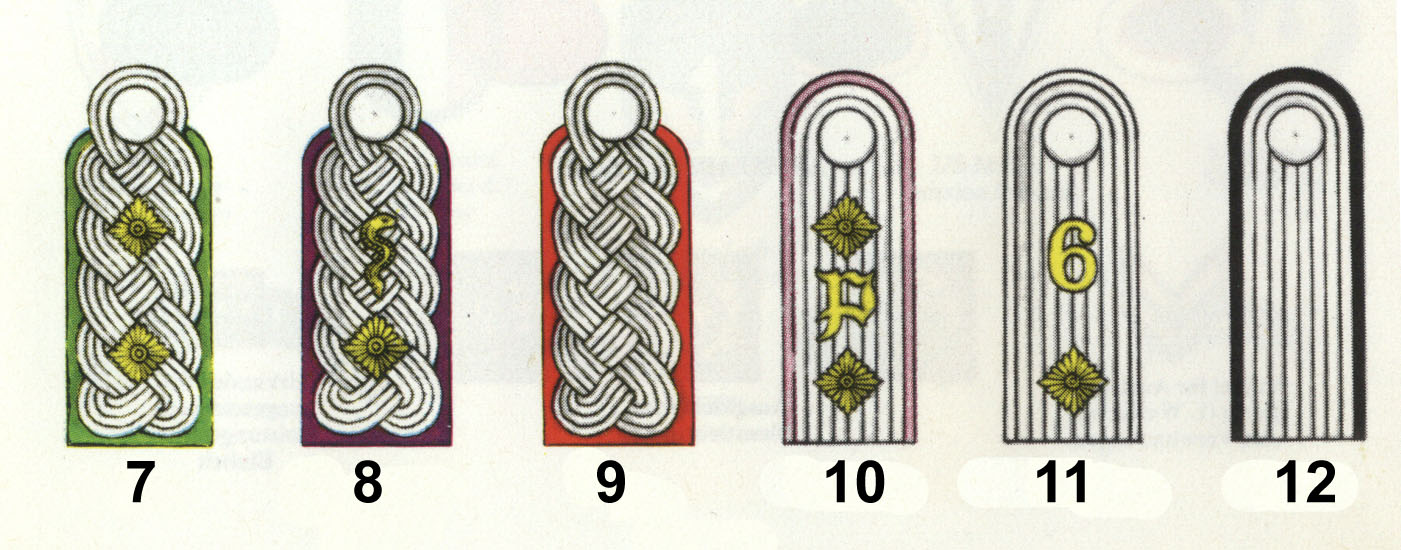
7 Oberst, 8 Oberstleutnant, hier Oberfeldveterinär, 9 Major, 10 Hauptmann, 11 Oberleutnant und 12 Leutnant

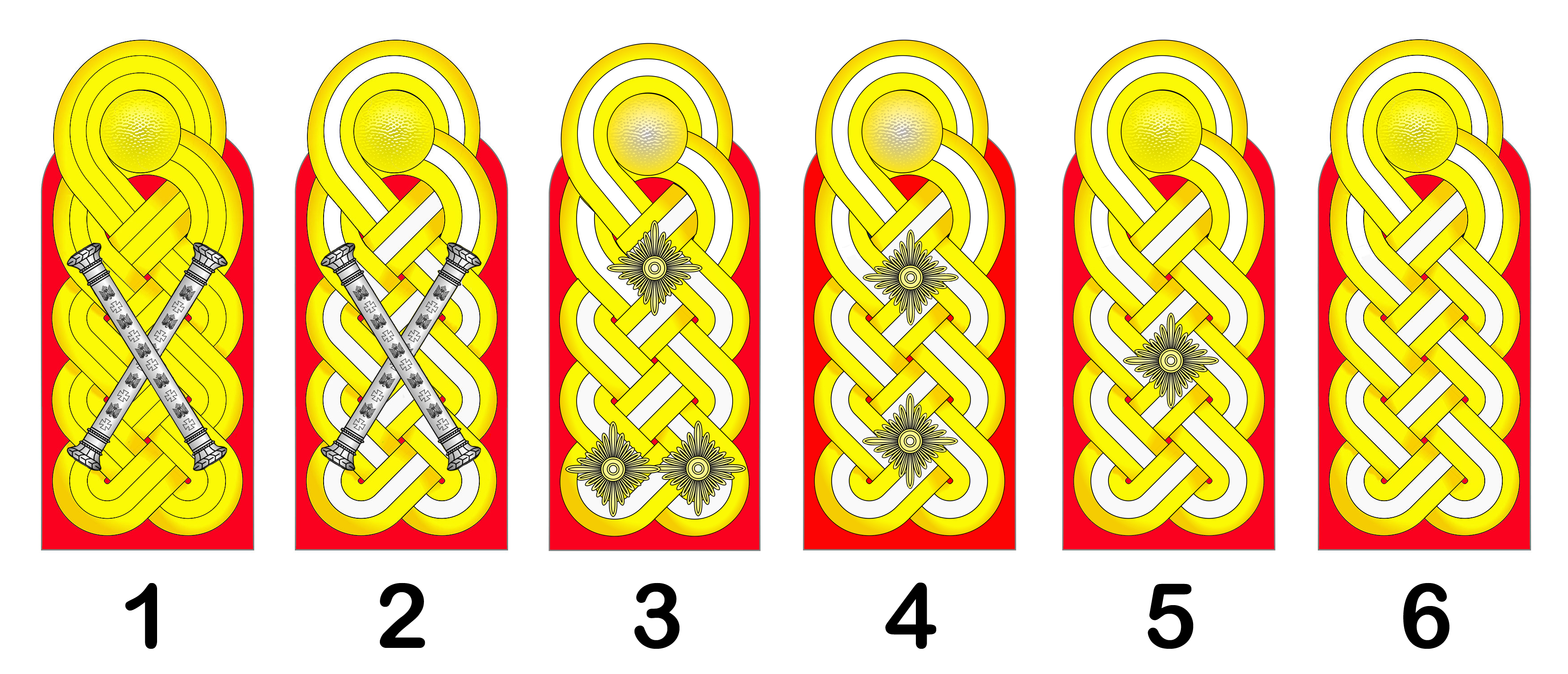
1 Generalfeldmarschall (1942), 2 Generalfeldmarschall, 3 Generaloberst, 4 General der Infanterie, 5 Generalleutnant und 6 Generalmajor

### Luftwaffe

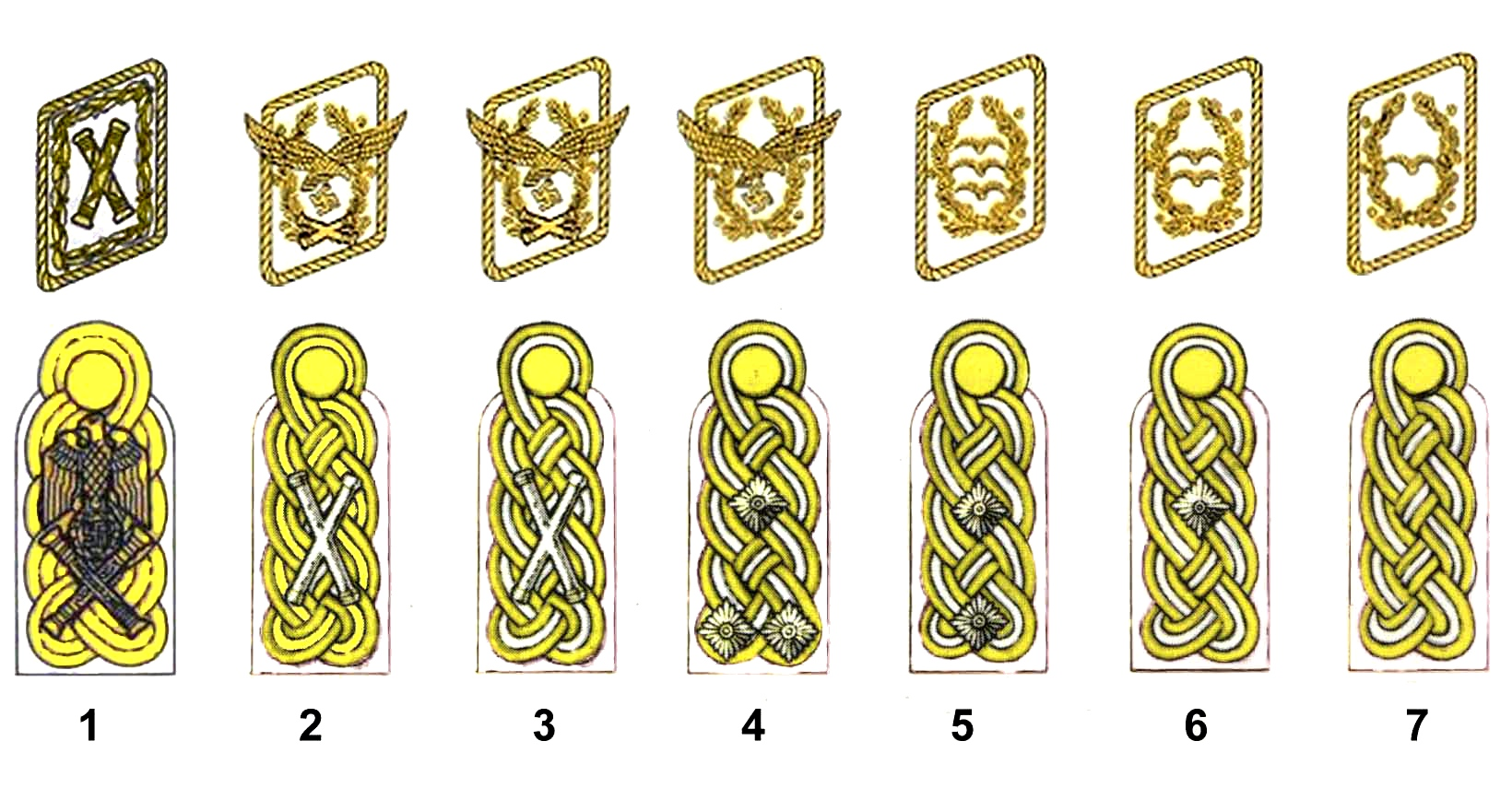

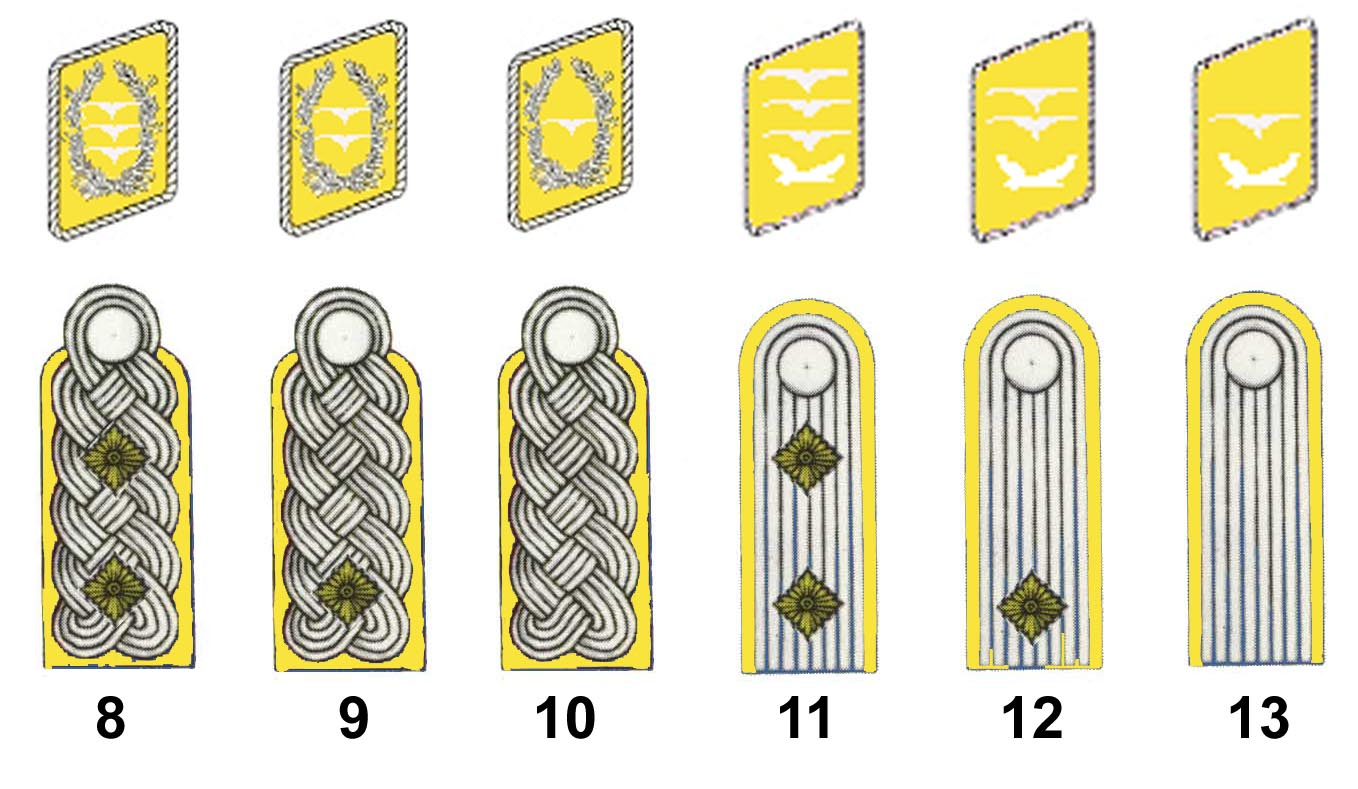
9 = Oberst
9 = Oberstleutnant
10 = Major
11 = Hauptmann
12 = Oberleutnant
13 = Leutnant

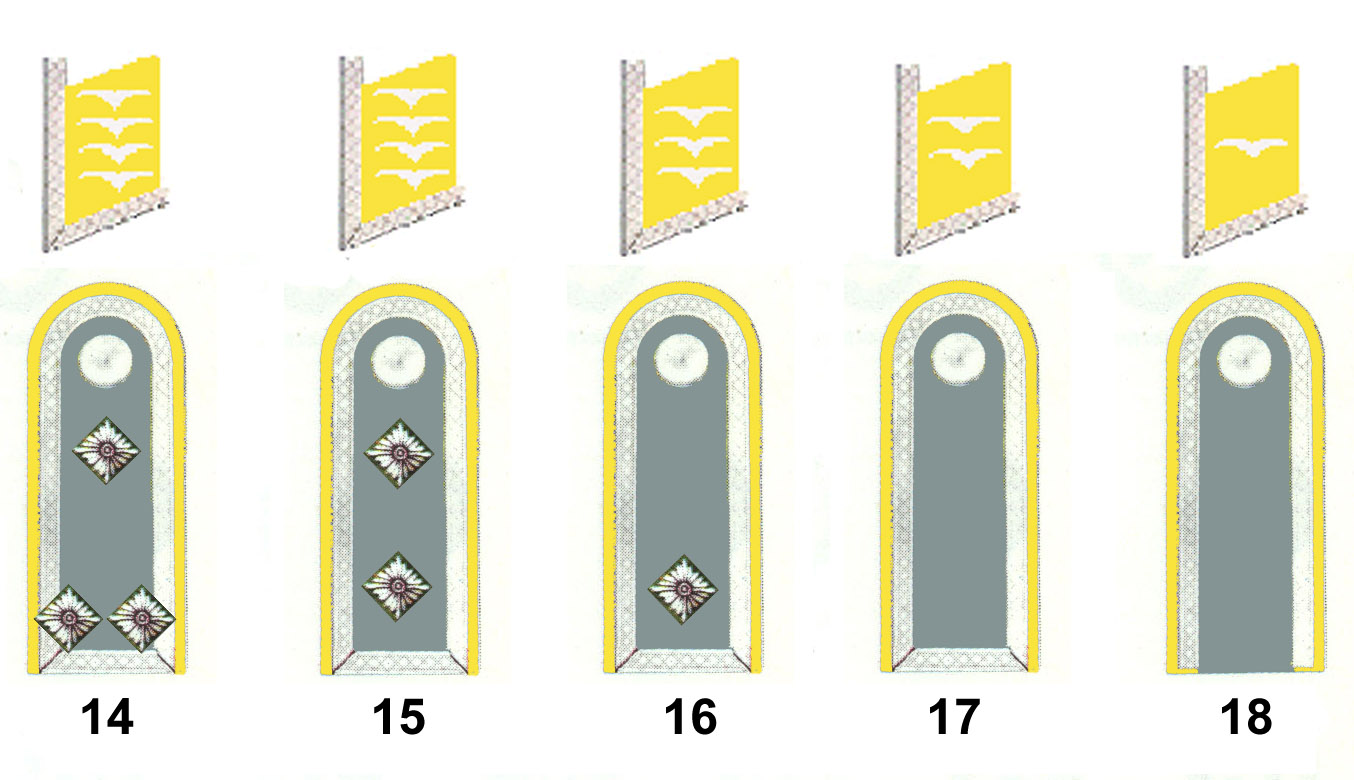
14 = Stabsfeldwebel
15 = Oberfeldwebel
16 = Feldwebel
17 = Unterfeldwebel
18 = Unteroffizier

### SA

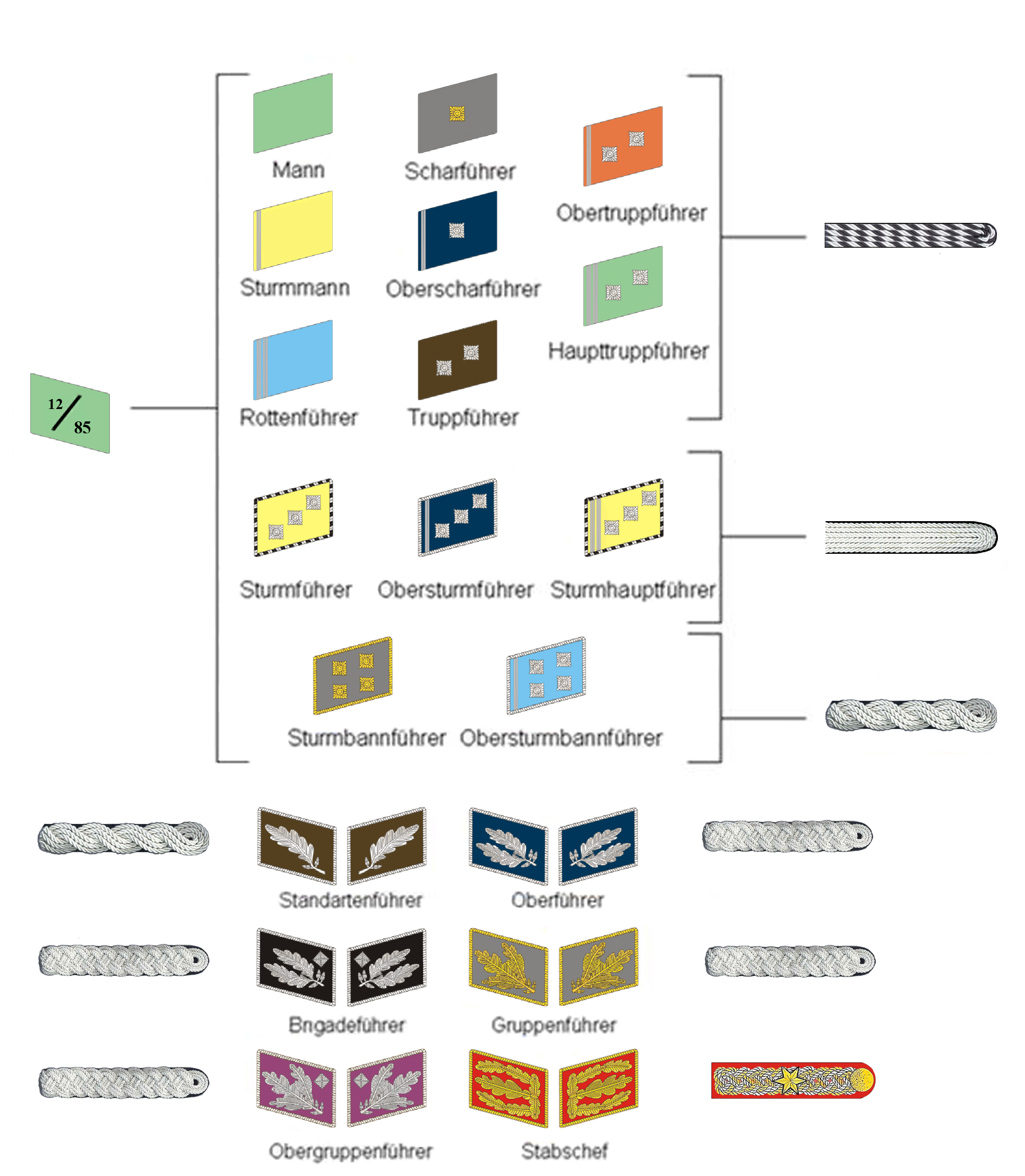

### Nationalsozialistische Deutsche Arbeiterpartei

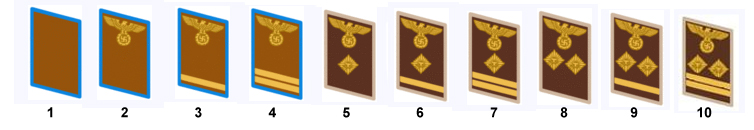
1: Anwärter (inte partimedlem), 2: Anwärter, 3: Helfer, 4: Oberhelfer, 5: Arbeitsleiter, 6: Oberarbeitsleiter, 7: Hauptarbeitsleiter, 8: Bereitschaftsleiter, 9: Oberbereitschaftsleiter, 10: Hauptbereitschaftsleiter

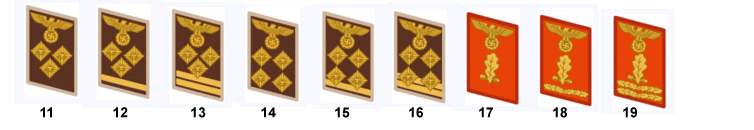
11: Einsatzleiter, 12: Obereinsatzleiter, 13: Haupteinsatzleiter, 14: Gemeinschaftsleiter, 15: Obergemeinschaftsleiter, 16: Hauptgemeinschaftsleiter, 17: Abschnittsleiter, 18: Oberabschnittsleiter, 19: Hauptabschnittsleiter

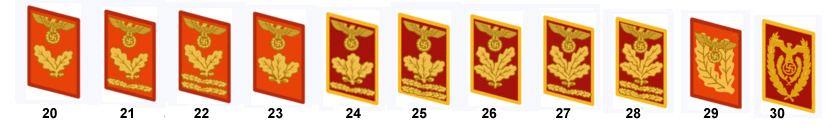
20: Bereichsleiter, 21: Oberbereichsleiter, 22: Hauptbereichsleiter, 23: Dienstleiter, 24: Oberdienstleiter, 25: Hauptdienstleiter, 26: Befehlsleiter, 27: Oberbefehlsleiter, 28: Hauptbefehlsleiter, 29: Gauleiter, 30: Reichsleiter

### Nationalsozialistisches Kraftfahrkorps

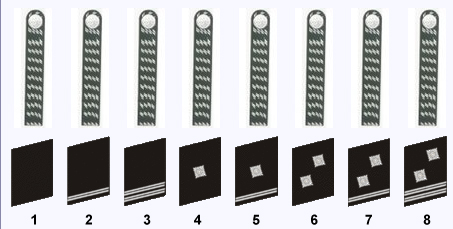

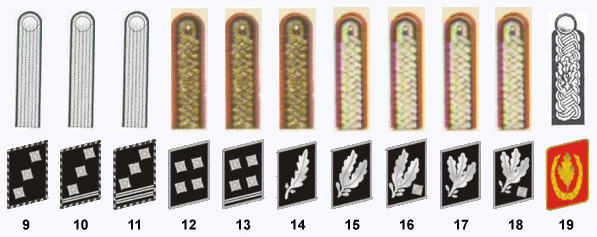

## Stortyska riket

### Kriegsmarine
| Officerare  | Officerare     | Officerare | Officerare  | Officerare    | Officerare | Officerare      | Officerare       | Officerare       | Officerare      | Officerare           | Officerare       |
| ----------- | -------------- | ---------- | ----------- | ------------- | ---------- | --------------- | ---------------- | ---------------- | --------------- | -------------------- | ---------------- |
|             |                |            |             |               |            |                 |                  |                  |                 |                      |                  |
|             |                |            |             |               |            |                 |                  |                  |                 |                      |                  |
| Großadmiral | Generaladmiral | Admiral    | Vizeadmiral | Konteradmiral | Kommodore  | Kapitän zur See | Fregattenkapitän | Korvettenkapitän | Kapitänleutnant | Oberleutnant zur See | Leutnant zur See |

| Flaggkadetter och kadetter | Flaggkadetter och kadetter |
| -------------------------- | -------------------------- |
|                            |                            |
|                            |                            |
| Oberfähnrich zur See       | Fähnrich zur See           |

|  | Underofficerare    | Underofficerare | Underofficerare | Underofficerare |
|  | ------------------ | --------------- | --------------- | --------------- |
|  |                    |                 |                 |                 |
|  |                    |                 |                 |                 |
|  | Stabsoberfeldwebel | Oberfeldwebel   | Stabsfeldwebel  | Feldwebel       |

|                 | Underbefäl          | Underbefäl         | Underbefäl      | Underbefäl     |
| --------------- | ------------------- | ------------------ | --------------- | -------------- |
|                 |                     |                    |                 |                |
| Kragspegel      |                     |                    |                 |                |
| Vänster överärm |                     |                    |                 |                |
|                 | Obermaat            | Obermaat           | Maat            | Maat           |
|                 | Obersteuermannsmaat | Oberbootsmannsmaat | Steuermannsmaat | Bootsmannsmaat |

|  | Manskap            | Manskap        | Manskap        | Manskap       | Manskap              | Manskap |
|  | ------------------ | -------------- | -------------- | ------------- | -------------------- | ------- |
|  |                    |                |                |               |                      |         |
|  |                    |                |                |               | ingen gradbeteckning |         |
|  | Oberstabsgefreiter | Stabsgefreiter | Hauptgefreiter | Obergefreiter | Gefreiter            | Matrose |

### Waffen-SS
| Tjänstegrad Waffen-SS | Tjänstegrad Waffen-SS             | Tjänstegrad Waffen-SS                                   | Tjänstegrad Waffen-SS        | Militära grader i Wehrmacht (Heer) | Militära grader i Wehrmacht (Heer) | Militära grader i Wehrmacht (Heer) |
| Kragspegel            | Axelklaffar (och vänster överarm) | Tjänstegrad                                             | Kamouflage (och vinterdräkt) | Kamouflage (och vinterdräkt)       | Axelklaffar                        | Tjänstegrad                        |
| Generale              |                                   |                                                         |                              |                                    |                                    |                                    |
|                       |                                   | SS-Oberst-Gruppenführer und Generaloberst der Waffen-SS |                              |                                    |                                    | Generaloberst                      |
|                       |                                   | SS-Obergruppenführer und General der Waffen-SS          |                              |                                    |                                    | General der Waffengattung          |
|                       |                                   | SS-Gruppenführer und Generalleutnant der Waffen-SS      |                              |                                    |                                    | Generalleutnant                    |
|                       |                                   | SS-Brigadeführer und Generalmajor der Waffen-SS         |                              |                                    |                                    | Generalmajor                       |
| Offiziere             |                                   |                                                         |                              |                                    |                                    |                                    |
|                       |                                   | SS-Oberführer                                           |                              |                                    | motsvarighet saknades              | motsvarighet saknades              |
|                       | SS-Standartenführer               |                                                         |                              |                                    | Oberst                             |                                    |
|                       |                                   | SS-Obersturmbannführer                                  |                              |                                    |                                    | Oberstleutnant                     |
|                       |                                   | SS-Obersturmbannführer                                  |                              |                                    |                                    | Oberstleutnant                     |
|                       |                                   | SS-Sturmbannführer                                      |                              |                                    |                                    | Major                              |
|                       |                                   | SS-Hauptsturmführer                                     |                              |                                    |                                    | Hauptmann                          |
|                       |                                   | SS-Obersturmführer                                      |                              |                                    |                                    | Oberleutnant                       |
|                       |                                   | SS-Untersturmführer                                     |                              |                                    |                                    | Leutnant                           |
| Unterführer           |                                   |                                                         |                              |                                    |                                    |                                    |

| Gradbeteckning | Gradbeteckning                  | Gradbeteckning              | Tjänstegrad         | Motsvarande grad i Wehrmacht | Motsvarande grad i Wehrmacht |
| Kragspegel     | Axelklaffar och vänster överarm | Kamouflage- och vinterdräkt | Tjänstegrad         | Motsvarande grad i Wehrmacht | Motsvarande grad i Wehrmacht |
|                |                                 |                             | SS-Sturmscharführer | Stabsfeldwebel               |                              |
|                |                                 |                             | SS-Hauptscharführer | Oberfeldwebel                |                              |
|                |                                 |                             | SS-Oberscharführer  | Feldwebel                    |                              |
|                |                                 |                             | SS-Scharführer      | Unterfeldwebel               |                              |
|                |                                 |                             | SS-Unterscharführer | Unteroffizier                |                              |
| center‎         |                                 |                             | SS-Rottenführer     | Obergefreiter                |                              |
| center‎         |                                 |                             | SS-Sturmmann        | Gefreiter                    |                              |
|                |                                 |                             | SS-Oberschütze      | Oberschütze                  |                              |
|                |                                 |                             | SS-Schütze          | Schütze                      |                              |

### Polizei

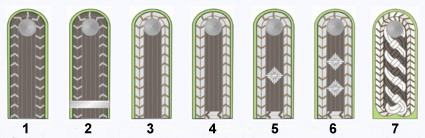
1 = Unterwachtmeister der Schupo | 2 = Rottwachtmeister der Schupo | 3 = Wachtmeister der Schupo | 4 = Oberwachtmeister der Schupo | 5 = Revier-Oberwachtmeister der Schupo | 6 = Hauptwachtmeister der Schupo | 7 = Meister der Schupo

Schutzpolizei (Schupo)
Ordnungspolizei (OrPo)
| |   |   |   |   |   |   |   |   |    |
| 1 | 2 | 3 | 4 | 5 | 6 | 7 | 8 | 9 | 10 |
| 1 = Leutnant der OrPo \| 2 = Oberleutnant der OrPo \| 3 = Hauptmann der OrPo \| 4 = Major der OrPo \| 5 = Oberstleutnant der OrPo \| 6 = Oberst der OrPo \| 7 = Generalmajor der OrPo \| 8 = Generalleutnant der OrPo \| 9 = General der OrPo \| 8 = Generaloberst der OrPo |   |   |   |   |   |   |   |   |    |

### Sicherheitspolizei (SiPo) und Sicherheitsdienst (SD)
| Sicherheitspolizei                                      | Gradbeteckning | Sicherheitsdienst      |
| ------------------------------------------------------- | -------------- | ---------------------- |
| Kriminalassistent                                       |                | SS-Oberscharführer     |
| Kriminaloberassistent                                   |                | SS-Hauptscharführer    |
| Kriminalsekretär                                        |                | SS-Untersturmführer    |
| Kriminalobersekretär                                    |                | SS-Untersturmführer    |
| Kriminalinspektor                                       |                | SS-Obersturmführer     |
| Kriminalkommissar                                       |                | SS-Obersturmführer     |
| Kriminalkommissar                                       |                | SS-Hauptsturmführer    |
| Kriminalrat                                             |                | SS-Hauptsturmführer    |
| Kriminalrat                                             |                | SS-Sturmbannführer     |
| Kriminaldirektor                                        |                | SS-Sturmbannführer     |
| Regierungs- und Kriminalrat                             |                | SS-Sturmbannführer     |
| Oberregierungs- und Kriminalrat                         |                | SS-Obersturmbannführer |
| Regierungs- und Kriminaldirektor Reichskriminaldirektor |                | SS-Standartenführer    |
| Regierungs- und Kriminaldirektor Reichskriminaldirektor | SS-Oberführer  |                        |

### Reichsarbeitsdienst
| - 1 Reichsarbeitsführer - 2 Obergeneralarbeitsführer - 3 Generalarbeitsführer | - 4 Oberstarbeitsführer - 5 Oberarbeitsführer - 6 Arbeitsführer | - 7 Oberstfeldmeister - 8 Oberfeldmeister - 9 Feldmeister | - 10 Unterfeldmeister - 11 Obertruppführer - 12 Truppführer | - 13 Untertruppführer - 14 Obervormann - 15 Vormann - 16 Arbeitsmann |  |

### Allgemeine SS
| Grad                   | Gradbeteckning |
| Reichsführer-SS        |                |
| SS-Oberstgruppenführer |                |
| SS-Obergruppenführer   |                |
| SS-Gruppenführer       |                |
| SS-Brigadeführer       |                |
| SS-Oberführer          |                |
| SS-Standartenführer    |                |
| SS-Obersturmbannführer |                |
| SS-Sturmbannführer     |                |
| SS-Hauptsturmführer    |                |
| SS-Obersturmführer     |                |
| SS-Untersturmführer    |                |
| SS-Hauptscharführer    |                |
| SS-Oberscharführer     |                |
| SS-Scharführer         |                |
| SS-Unterscharführer    |                |
| SS-Rottenführer        |                |
| SS-Sturmmann           |                |
| SS-Mann                |                |
| SS-Anwärter            |                |
| SS-Bewerber            |                |

### Nationalsozialistisches Fliegerkorps
Mann (1), Sturmmann (2), Rottenführer (3), Scharführer (4), Oberscharführer (5), Truppführer (6), Obertruppführer (7), Sturmführer (8), Obersturmführer (9), Hauptsturmführer (10), Sturmbannführer (11), Obersturmbannführer (12), Standartenführer (13), Oberführer (14), Brigadeführer (15), Gruppenführer (16), Obergruppenführer (17), Korpsführer (18)

### Hitler Jugend
Ungdomar
| - 1 Hitlerjunge - 2 Rottenführer - 3 Oberrottenführer | - 4 Kameradschaftsführer - 5 Oberkameradschaftsführer - 6 Scharführer | - 7 Oberscharführer - 8 Gefolgschaftsführer - 9 Obergefolgschaftsführer | - 10 Hauptgefolgschaftsführer - 11 Stammführer - 12 Oberstammführer |

Vuxna ledare
| - 13 Bannführer - 14 Oberbannführer - 15 Hauptbannführer - 16 Gebietsführer | - 17 Obergebietsführer - 18 Stabsführer der Reichsjugendführung - 19 Reichsjugendführer |